# Panne (dysfonctionnement)
Pour les articles homonymes, voir panne.

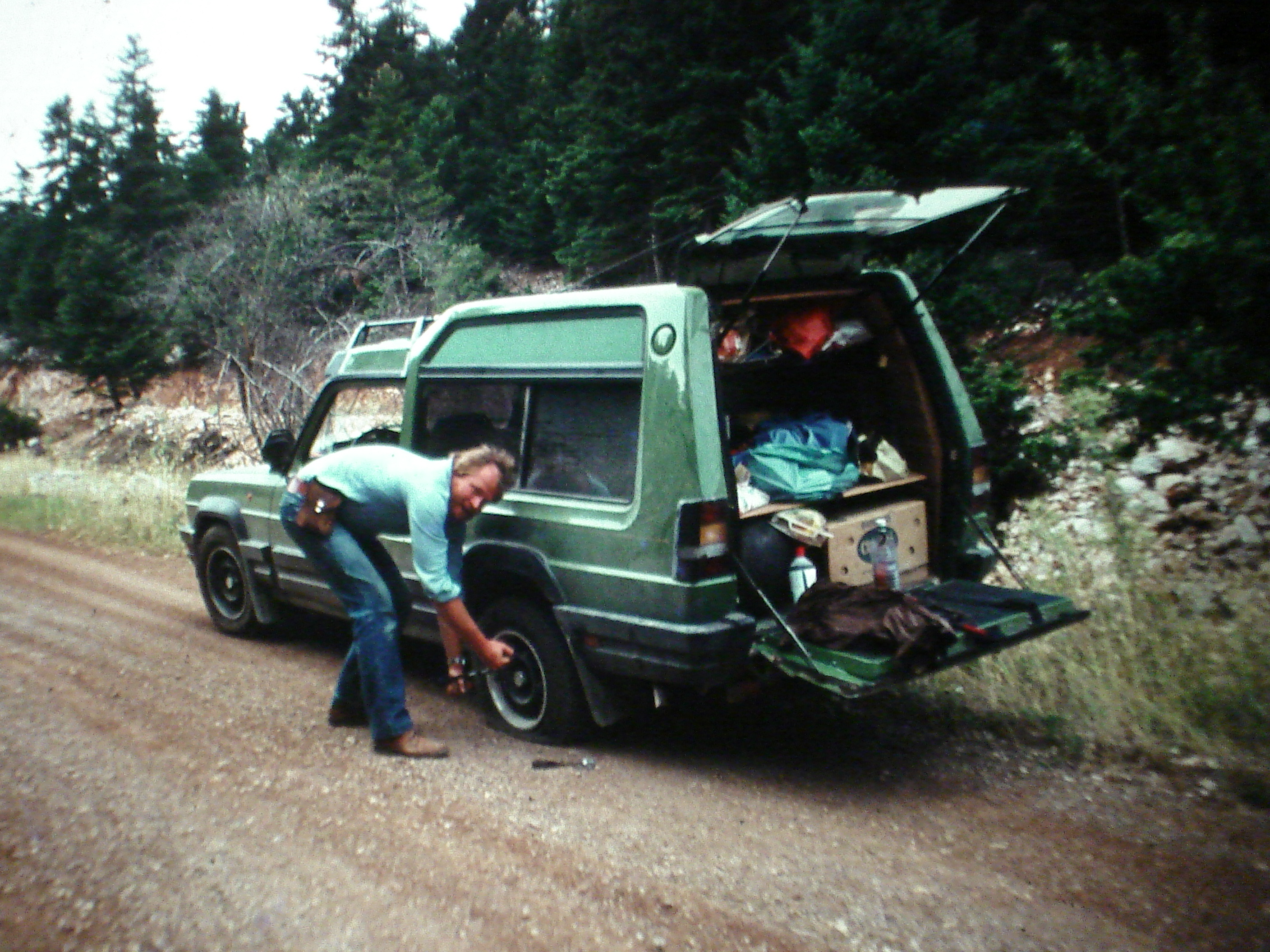
Un véhicule en panne à cause d'une roue crevée.

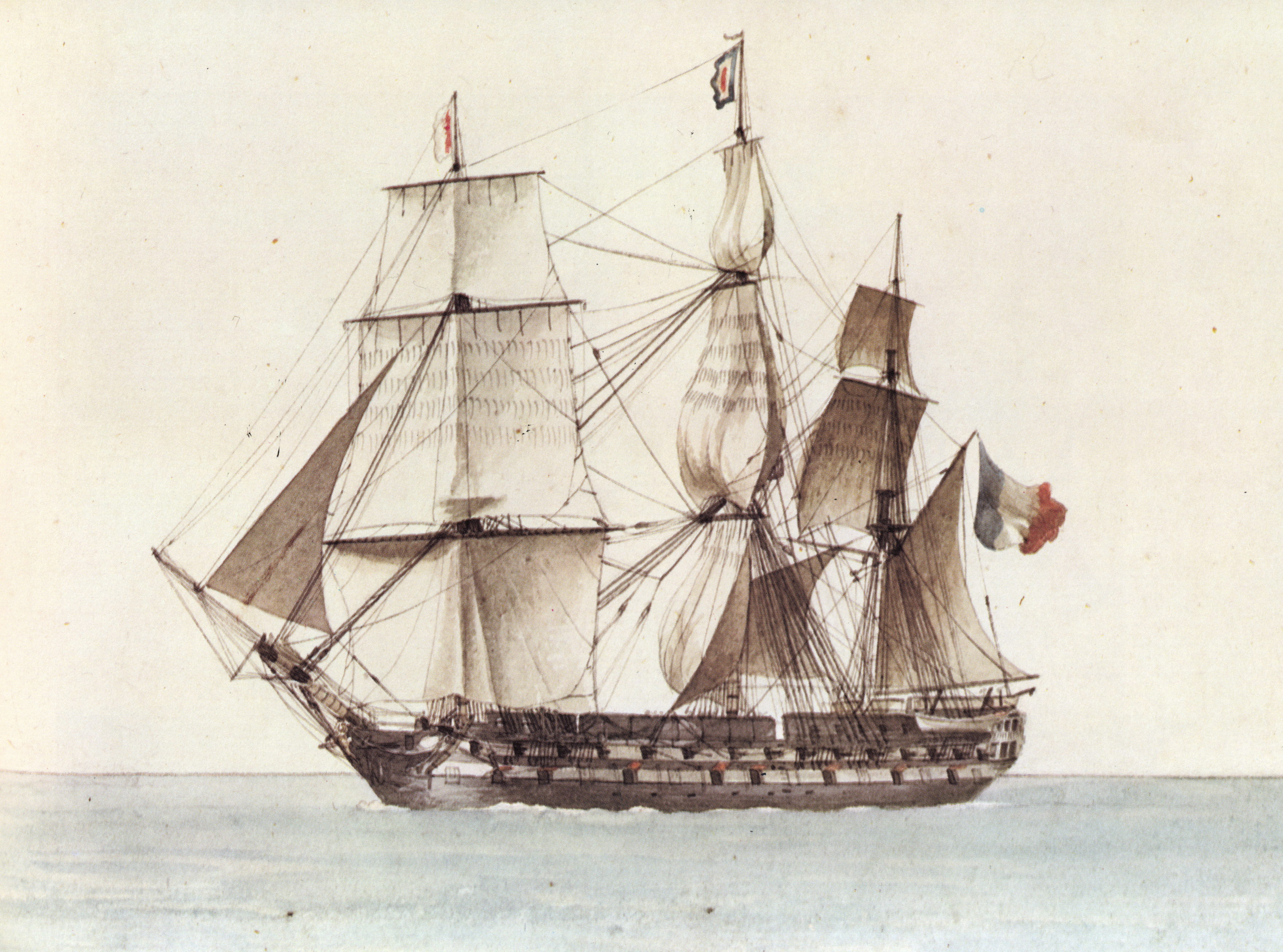
Portrait du Borée mis en panne : les voiles d'artimon sont orientées perpendiculairement à celles du grand mât et de la misaine, et leur action antagoniste maintient le navire immobile.

Une panne est une erreur, un dysfonctionnement dans un dispositif, l'empêchant partiellement ou totalement de fonctionner.

## Origine du terme
Historiquement, dans la marine à voile, « mettre en panne » consiste à disposer ou orienter les voiles de manière que le bateau n'avance plus. Ainsi, un bateau en panne sèche (par opposition à la panne courante) était immobilisé en enlevant toute la voilure. Ce terme a par la suite été sorti du contexte marin et se retrouve dans plusieurs expressions mentionnant un arrêt plus ou moins volontaire d'un appareil.

## Types de pannes et leurs causes
On retrouve des pannes dans de nombreux domaines, par exemple :
- mécanique, avec souvent comme causes la corrosion, l'usure, fatigue, le manque de carburant.
- électricité, et en particulier le court-circuit ;
- informatique, souvent classées en pannes logicielles et pannes matérielles.

Les causes d'une panne sont parfois simplement un défaut d'approvisionnement en énergie ou un autre fluide.

## Sens figuré
La « panne », comme sous-entendu de la panne sexuelle, se caractérise par l'impossibilité chez l'homme de conserver une rigidité pénienne suffisante pour la pénétration, se différencie de l'impuissance par sa nature ponctuelle.